# Тип 79
Type 79 (Type 69-III, заводське позначення WZ-121D) — китайський основний бойовий танк другого покоління. Танк є глибокою модернізацією танка «Тип 69-II» з посиленою вогневою міццю і підвищеною захищеністю. Серійно вироблявся з 1984 року. «Тип 79» був випущений малою серією і стоїть на озброєнні лише НВАК.

## Історія створення
У жовтні 1984 року Китай вперше продемонстрував танк «Тип 79» (WZ-121D), озброєний 105-мм гарматою «Тип 83» (копія англійської L7), оснащений ежектором і знімним теплозахисних кожухом, а також новою системою управління вогнем. Фактично ця модифікація танка є глибокою модернізацією танка «Тип 69-II» зі збільшеною вогневою потужністю і підвищеною захищеністю. Модернізація здійснювалася за сприяння західних компаній. Спочатку танк позначався як «Тип 69-III», але в серійне виробництво він пішов під позначенням «Тип 79».

## Опис конструкції

### Компонувальна схема
Компонувальна схема — класична, і аналогічною танку «Тип 69-II». Хоча форма командирської башточки трохи змінена, а в її даху є прямокутний отвір збільшеного розміру для вставки інтегрованого лазерного далекоміра.

### Броньовий захист і башта
Броньовий захист майже повністю аналогічний танку «Тип 69-II». Верхній передній нахилений бронелист корпусу — монолітний. По обидва борти встановлені п'ятисекційні протикумулятивні гумові екрани, які призначені для захисту ходової частини і борту.
Башта також є аналогічною танку «Тип 69-II», але з тією відмінністю, що у «Тип 79» по бортах встановлені решітчасті екрани. Згодом ця схема була використана на танку «Тип 80». Також по бортам башти встановлені блоки із 4 димових гранатометів.
На танк можуть навішуватися блоки динамічного захисту.

### Основне озброєння
Основним озброєнням танка є 105-мм нарізна гармата «Тип 83», яка є копією британської гармати L7A3. Гармата стабілізована в двох площинах. Стабілізатор гармати є аналогічним стабілізаторам англійського та ізраїльського виробництва. Кути вертикального наведення становлять від -4° до +17°. Заряджання гармати відбувається вручну. Боєкомплект гармати становить 44 унітарних постріли. В боєкомплект входять бронебійно-підкаліберні, кумулятивні і фугасно-кумулятивні снаряди. Виробництвом боєприпасів займається компанія NORINKO. Скорострільність гармати становить до 10 пострілів за хвилину.

### Додаткове озброєння
Додаткове озброєння складається з 12,7-мм зенітного і 7,62-мм спареного з гарматою кулеметів. Боєкомплект кулеметів становить 3000 патронів калібру 7,62-мм і 500 патронів калібру 12,7-мм.

### Екіпаж
Екіпаж танка складається з 4 чоловік — механіка-водія, командира, навідника і заряджаючого. Механік водій розміщений в передній частині корпусу. Решта членів екіпажу
розміщуються в башті.

### Двигун і трансмісія
Мобільність танка забезпечується встановленим в ньому модернізованим дизельним двигуном «12150L7BW» з турбонаддувом.
Трансмісія і п'ятиопорна ходова частина з торсіонною підвіскою повністю аналогічна танку «Тип 69-II». Гусениці мають гумово-металевий шарнір і можуть оснащуватися.

## Оператори
- КНР — 200 Type-79, станом на 2016 рік[1]